# Tondo Doni
Die Heilige Familie, genannt Tondo Doni („Doni-Rundbild“), ist eines der bekanntesten Gemälde von Michelangelo Buonarroti und der italienischen Renaissance.
Der Beiname stammt vom ersten Besitzer des Bildes, Agnolo Doni. Es wird noch heute von seinem originalen Rahmen gefasst und ist das einzige völlig unbestrittene Tafelbild des Künstlers. Im Mittelgrund, an der Mauer, die die Figurengruppe im Vordergrund von der im Hintergrund abgrenzt, steht ein weiterer Knabe, der aufgrund des umgehängten Kamelfells als Johannes der Täufer identifiziert werden kann.

## Interpretation
Bis ins 17. Jahrhundert hinein galt das Werk nur als Andachtsbild, das darstellt, wie Joseph Maria, die gerade ihre Lektüre beendet hat, das Christuskind reicht. Erst dann versuchte man, in dem Bild eine Allegorie zu sehen. So soll die Hauptgruppe im Vordergrund für die katholische Kirche stehen, während die Akte im Hintergrund, die von manchen als Faune gedeutet werden, Symbole des klassischen Altertums darstellen. Andere Forscher sehen in den Figuren im Hintergrund eine Allegorie auf die Lebensalter und damit eine Anspielung auf die Vergänglichkeit des Lebens. Auch versucht man verschiedene Symbole in dem Bild zu erkennen. So sollen die Akte im Hintergrund das Menschentum ante Legem, Maria und Joseph das Menschentum sub Lege und das Christuskind das Menschentum sub Gratia darstellen. Auch hat man vermutet, dass Michelangelo den Namen Agnolo Donis, für den er die Tafel malte, in dem Bild verschlüsselt dargestellt hat, indem Maria Joseph bittet, ihr das Kind zu geben (italienisch donare).

## Zeitliche Einordnung
Genauso umstritten ist die Zeit der Entstehung. Vasari schreibt 1550, dass das Bild vor dem Bacchus, es befindet sich im Museo Nazionale del Bargello in Florenz, entstanden sei. In der Auflage von 1568 revidiert er diese Ansicht und tritt für eine spätere Entstehungszeit ein. Gegen 1893 wird es von Grimm auf das Jahr 1503 datiert. Giovanni Poggi stellte 1907 die These auf, dass das Vorhandensein des Wappens der Strozzi auf dem Rahmen ein sicheres Zeichen dafür sei, dass das Bild als Hochzeitsgeschenk für Antonio Doni mit Maddalena Strozzi gemalt worden ist. Die Feierlichkeiten dauerten von Ende des Jahres 1503 bis Anfang des Jahres 1504. Dagegen schlug Fritz Baumgart (1934/1935) eine spätere Entstehung des Bildes, parallel zur Sixtinischen Decke, vor. Dem stimmte auch Sandro Botari (1941) zu. Charles de Tolnay (1946 bis 1953) dagegen vertrat die Ansicht, dass eine Entstehung in der Nähe des Kartons zur Schlacht von Càscina wahrscheinlicher sei. In der Folgezeit setzte sich bei den meisten Forschern jedoch die These Poggis durch. 1985 erfolgte eine gründliche Restaurierung des Werkes, die für einige Überraschungen sorgte. Die zuvor blassen Farben leuchteten nun in einer Intensität, die die lang vertretene Meinung, Michelangelo wäre nicht unbedingt ein guter Kolorist gewesen, widerlegten. Gleichzeitig musste die bisher am häufigsten vertretene Datierung korrigiert werden. Deutlicher als zuvor zeigte sich nun eine direkte Abhängigkeit der Figurenposen von der berühmten Laokoon-Gruppe, die allerdings erst im Januar 1506 entdeckt worden war, so dass nun eine Entstehungszeit zwischen diesem Zeitpunkt und dem Beginn der Arbeiten an der Sixtinischen Decke am wahrscheinlichsten scheint.